# Cleisthenes
Genre
Cleisthenes est un genre de poissons plats de la famille des Pleuronectidae. Pour l'instant il existe 2 espèces reconnues.

## Liste d'espèces
Selon FishBase (1 sept. 2011) :
- Cleisthenes herzensteini (Schmidt, 1904)
- Cleisthenes pinetorum Jordan & Starks, 1904

Selon NCBI (20 déc. 2019) :
- Cleisthenes herzensteini
- Cleisthenes pinetorum

Selon World Register of Marine Species (20 déc. 2019) :
- Cleisthenes herzensteini (Schmidt, 1904)
- Cleisthenes pinetorum Jordan & Starks, 1904

Selon ITIS (20 déc. 2019) :
- Cleisthenes herzensteini (Schmidt, 1904)
- Cleisthenes pinetorum Jordan & Starks, 1904